# Harald Bäumler
Harald Bäumler (* 16. Oktober 1975 in Amberg) ist ein deutscher Bildhauer und Autor.

## Leben
Bäumler erwarb 1995 das Abitur am Gregor-Mendel-Gymnasium Amberg. Er studierte an der Universität Regensburg Katholische Theologie, Philosophie und Kunstgeschichte, ab 2001 Bildende Künste und Ästhetische Erziehung. Seine Magisterarbeit war der architektonische Entwurf einer Platzgestaltung in Verbindung mit bildhauerischer und plastischer Ausarbeitung und Konzeption eines Brunnens in Hahnbach auf dem Hinteren Kirchplatz. Seit 1999 nimmt Bäumler als freischaffender Künstler Aufträge durch Kirche, öffentliche Hand und Privatpersonen wahr und fertigt freie Arbeiten.  Er ist mit seinen Kunstwerken bei zahlreichen Ausstellungen und Arbeiten im öffentlichen Raum vertreten. Bäumler ist außerdem als Religionslehrer, Schauspieler und Übersetzer tätig; er hat Sprachkenntnisse in Englisch, Latein, Griechisch, Tschechisch, Slowakisch und Niederländisch.

## Kunstwerke (Auswahl)
- 2003: Auferstehung; Figur des Auferstandenen in der Pfarrkirche St. Nikolaus in Ammerthal
- 2003: Theatrum; Figurengruppe vor der Polizeidienststelle in Burghausen
- 2005: Osterleuchter in der Spitalkirche Heilig Geist in Amberg
- 2005: Vortragekreuz in der Wallfahrtskirche Maria Himmelfahrt auf dem Frohnberg über Hahnbach
- 2005: Skulptur „Freundschaft beflügelt – 40 ans de jumelage Amberg-Périgueux“; Périgueux Mairie (Rathaus)
- 2008: Monument Via Carolina
- 2012: Christussäule im Stift Rein
- 2019: Zoiglskulptur am Neuhauser Marktplatz[4]
- 2020: Schmetterlingskreuz im Stift Heiligenkreuz[5]

## Veröffentlichungen
- mit Jürgen Herda und Michael Jaugstetter: Die goldene Straße von Nürnberg nach Prag. 2010, ISBN 978-3-935719-60-5.
- Emanation und Evolution: des Vertrauten Entfremdung suchen, Erkanntes im Neuen wiederfinden. 2006.
- Monument Via Carolina. Deutscher Kunstverlag, München/Berlin 2008, ISBN 978-3-422-02164-8.
- Kirwa Läbbt. Das eherne Kirwapaar als Erzkirwapaar. Zur gleichnamigen Bronzeplastik von Harald Bäumler.
- mit Josef Fink: Horror Otii. 2010, ISBN 978-3-89870-627-8.
- Äußere Anschauung - verinnerlichtes Betrachten. Philósophos. Gedanken einer geformten Plastik über plastische Formen, eines sitzen gebliebenen Harald Bäumler. 2007, ISBN 978-3-00-020786-0.